# Рычковский Клин
Рычко́вский Клин — упразднённая в 1970 году деревня в Струго-Красненском районе Псковской области России. Находился на территории современного сельского поселения «Марьинская волость».

## География
Находится на северо-востоке региона, в центральной части района, в лесной местности на руч. Пралище, в 2 км к северо-западу от деревни Деева Горка.

## История
В 1941—1944 гг. деревня находилась под фашистской оккупацией войсками Гитлеровской Германии.
Снята с учёта в 1970 году.

## Население
в 1948 году зафиксировано 26 хозяйств, в которых проживали 84 человека. В 1957 г. — 15 хозяйств и 50 жителей, в 1965-м — 6 хозяйств и 15 жителей.

## Инфраструктура
В 1944-50 годах деревни Рычковский Клин и Рычково составили колхоз «Заря будущего». С 1950 г. — бригада Рычковский Клин колхоза «Заря будущего».
Действовала (1961) ферма по выращиванию молодняка КРС.

## Транспорт
Бывшая деревня доступна по лесным малопроходимым дорогам.